# オライオン・テレスコープス
オライオン・テレスコープス（英語: Orion Telescopes & Binoculars）は別名で「米国オライアン社」とも呼ばれ、アメリカ合衆国カリフォルニア州モントレーに本社を置く望遠鏡、天体写真撮影器具、双眼鏡などの販売会社である。製品は、日本では㈱ジズコが扱っている。
英国のオライオン・オプティックスとは別会社である。
2024年7月、スカイ・アンド・テレスコープ誌は、ミード・インストゥルメンツとオライオン・テレスコープの所有者であるオプトロニック・テクノロジーズがカリフォルニアの施設を閉鎖し、従業員全員を解雇したと報じた。7月15日時点で同社からの公式発表はなく、S&Tは情報源からさらに情報を得ようとしていると述べた。2024年12月時点で、スカイ&テレスコープのウェブサイトは、ミード、コロナド、オライオン・テレスコープス・双眼鏡の資産がオークションにかけられ、これらの企業が事業を停止すると発表した。